# Liste der von ihren eigenen Erfindungen getöteten Menschen
Dies ist eine Liste der Erfinder, deren Ableben durch ihre Erfindungen ausgelöst oder beeinflusst wurde.

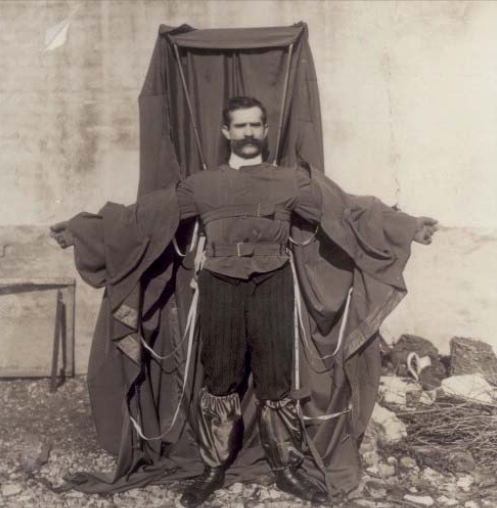
Franz Reichelt (gestorben 1912) sprang vom Eiffelturm und erwartete, dass sein Mantel als Fallschirm funktionieren würde

## Direkte Todesfolgen

### Straßenfahrzeuge
- Sylvester H. Roper, Schöpfer des Roper Dampfrads, starb 1896 während eines öffentlichen Geschwindigkeitsversuchs an einem Herzinfarkt. Ob der Infarkt den Unfall verursachte oder umgekehrt, ist unbekannt.[1]
- William Nelson (1879–1903), ein Angestellter bei General Electric, ersann eine neue Möglichkeit der Motorisierung von Zweirädern. Während einer Probefahrt fiel er von seinem Fahrzeug und starb.[2]
- Francis Edgar Stanley (1849–1918) starb bei einem Unfall am Steuer eines Stanley-Steamer-Autos. Beim Versuch, zwei nebeneinander fahrenden Bauernwagen auszuweichen, kollidierte er mit einem Holzstoß.[3]

### Luftfahrt
- Ismail ibn Hammad al-Jawhari (gestorben 1003–1010), ein kasachischer Gelehrter aus Farab, versuchte mit zwei hölzernen Flügeln und einem Seil zu fliegen. Er stürzte beim Sprung von einer Moschee in Nishapur zu Tode.[4]
- Jean-François Pilâtre de Rozier ging am 15. Juni 1785 als erstes Todesopfer in die Luftfahrtgeschichte ein, als er in einem Ballon des nach ihm benannten Typus den Ärmelkanal zu überqueren versuchte und sein Ballon in Flammen aufging.
- Robert Cocking (1776–1837), ein Amateurwissenschaftler, starb bei dem Sprung mit einem von ihm konstruierten Fallschirm.[5][6][7]
- Otto Lilienthal (1848–1896) starb einen Tag nach einem Absturz seines Hängegleiters aus 15 Metern Höhe.
- Franz Reichelt (1879–1912), ein Schneider, stürzte aus der ersten Etage des Eiffelturms während des ersten Tests seines Mantel-Fallschirms zu Tode. Behörden hatte er angekündigt, zunächst mit einer lebensgroßen Puppe[8] testen zu wollen.[9]
- Aurel Vlaicu (1882–1913) starb beim Absturz seines selbstgebauten Flugzeugs[10] Vlaicu II bei einem Versuch, die Karpaten zu überqueren.[11]
- Henry Smolinski starb 1973 bei einem Testflug mit dem AVE Mizar, einem Flugauto auf Basis eines Ford Pinto. Dieses war das einzige Produkt der von ihm gegründeten Firma.[12]
- Klaus Holighaus starb 1994, als er mit seinem Nimbus-4M an eine Felswand des Rheinwaldhorn prallte.
- Michael Dacre (1956–2009) starb bei einem Test seines Fluggeräts, das er entworfen hatte, um schnell und günstig zwischen Städten reisen zu können.[13]
- Sheikh Ismail Sheikh Ibrahim (1997–2021) starb bei einem Test seines selbst gebauten Helikopters, als ein Teil des Rotorblattes abbrach und in die Kabine geschleudert wurde.[14]

### Chemie
- Andrei Schelesnjakow, ein sowjetischer Wissenschaftler, entwickelte chemische Waffen. Durch die Fehlfunktion eines Abzugs in seinem Labor wurde er 1987 Spuren des Nervengifts Nowitschok 5 ausgesetzt. In Folge lag er Wochen im Koma, konnte Monate nicht laufen und hatte jahrelang mit den Folgen zu kämpfen, bis er 1992/93 an den Spätfolgen verstarb.[15]

### Industrie
- William Bullock (1813–1867) erfand den Rotationsdruck.[16][17] Einige Jahre später wurde sein Fuß bei der Installation einer neuen Presse in Philadelphia zerquetscht und entwickelte ein Gangrän. Bullock verstarb bei der Amputation.[18]

### Seefahrt

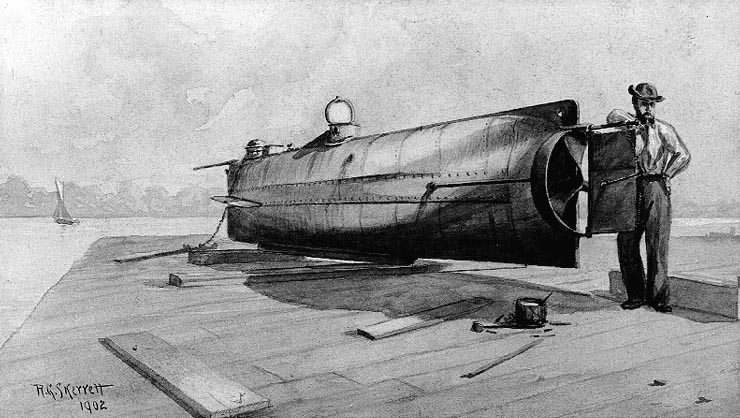
Hunley Submarine

- Henry Winstanley (1644–1703) erbaute zwischen 1696 und 1698 den ersten Eddystone-Leuchtturm in Devon (England). Während des großen Sturms von 1703 hielt er sich gemeinsam mit fünf weiteren Männern in dessen Innerem auf. Alle verstarben, als der Leuchtturm durch den Sturm vollständig zerstört wurde.[19]
- Horace Lawson Hunley (verstorben 1863 im Alter von 40 Jahren), ein konföderierter Erfinder, ertrank mit einer Crew aus sieben weiteren Mitgliedern während einer Testfahrt mit seiner Erfindung, dem ersten Kampf-U-Boot der Geschichte, das später in H. L. Hunley umbenannt wurde.[20]
- Thomas Andrews, Jr. (1873–1912) war ein in Irland geborener Geschäftsmann und Schiffbauer. Er war Geschäftsführer und Chef der Planungsabteilung der Werft Harland and Wolff in Belfast, Irland. Als für die Planung verantwortlicher Schiffstechniker war er an Bord der Titanic, als diese auf ihrer Jungfernfahrt am 14. April 1912 einen Eisberg rammte und sank. Andrews verstarb gemeinsam mit 1500 weiteren Passagieren.
- Stockton Rush (1962–2023) war ein Pilot, Ingenieur und Geschäftsmann, der für das Design und den Bau des OceanGate-U-Boots Titan verantwortlich war. Mit diesem sollten Touristen das Wrack der Titanic besuchen können. Im Juni 2023 implodierte das U-Boot auf dem Weg zur Titanic, wobei Rush und vier Passagiere starben.[21]

### Medizin
- Alexander Bogdanow (1873–1928) war ein russischer Arzt, Philosoph und Revolutionär von belarussischer Herkunft, der mit Bluttransfusionen mit dem Ziel der ewigen Jugend oder Verjüngung experimentierte. Er starb an Malaria und Tuberkulose, nachdem er eine Bluttransfusion von einem Schüler mit diesen Krankheiten bekam, zudem hatte dieser möglicherweise eine inkompatible Blutgruppe.[22][23]
- Thomas Midgley, Jr. (1889–1944) war ein amerikanischer Ingenieur und Chemiker, der sich mit 51 Jahren mit Poliomyelitis infizierte und danach schwerbehindert war. Er entwickelte ein komplexes System aus Seilen und Flaschenzügen, damit andere ihn einfacher aus dem Bett heben konnten. In diesen Seilen wurde er versehentlich verwickelt und stranguliert. Besser bekannt ist er für die Erfindungen von Tetraethylblei als Treibstoffzusatz und Fluorchlorkohlenwasserstoffe (FCKW).[24][25][26]

### Physik
- Sabin Arnold von Sochocky erfand die erste radium-basierte Leuchtfarbe und verstarb 1928 an aplastischer Anämie, die von der Strahlenbelastung herrührte.[27]

### Unterhaltung
- Karel Soucek (1947–1985) war ein kanadischer Stuntman, der ein beschleunigungsabsorbierendes Fass entwickelt hatte. Als er sich darin vom Dach des NRG Astrodome werfen ließ, traf das Fass auf den Rand des darunter befindlichen Wasserbeckens. Dabei zog er sich tödliche Verletzungen zu.[28]

### Bildende Kunst
- Luis  Jiménez (1940–2006) war ein amerikanischer Bildhauer, der für den Denver International Airport die Fiberglas-Skulptur Blue Mustang schuf, die ein blaues Wildpferd mit rot leuchtenden Augen darstellt. Während der Arbeiten an der Statue löste sich eines ihrer drei Teile, fiel auf Jiménez und durchtrennte eine Arterie in seinem Bein, wodurch er noch in seinem Atelier verstarb.[29][30]

### Eisenbahn
- Webster Wagner (1817–1882), Gründer der Wagner Palace Car Company, wurde beim Eisenbahnunfall von Spuyten Duyvil zwischen zwei seiner Wagen zerquetscht.[31]
- Walerian Abakowski (1895–1921) konstruierte den Aerowagon, ein hochexperimentelles Schienenfahrzeug mit einer Flugzeugturbine und Propellerantrieb, das in der Sowjetunion Beamte transportieren sollte. Am 24. Juli 1921 entgleiste das Fahrzeug bei hoher Geschwindigkeit, wobei 6 von 22 Personen an Bord einschließlich Abakowski verstarben.[32]

### Raketentechnik
- Max Valier (1895–1930) erfand in den 1920er Jahren flüssigkeitsgetriebene Raketen für den Verein für Raumschiffahrt, am 17. Mai 1930 explodierte ein Triebwerk, das er für die Firma Shell mit Paraffin gefüllt hatte, auf seiner Testbank in Berlin. Er verstarb sofort.[33]
- „Mad“ Mike Hughes (1956–2020) starb, als sich der Fallschirm der selbst gebastelten Rakete, mit der er auf 1500 m Höhe fliegen wollte, um nachzuweisen, dass die Erde flach sei, nicht öffnete und die Rakete am Boden zerschellte.[34][35]

### Autoerotischer Unfall
- Ein namentlich nicht bekannter Elektriker, 35, starb 2017 im Main-Kinzig-Kreis an den Folgen eines autoerotischen Unfalls in einem selbstgebauten Raumschiff. Durch seinen selbst gebauten Würge-Roboter war es zur tödlichen Strangulation gekommen, nachdem er durch eine Verknappung des Sauerstoffs seine Lust steigern wollte. Fremdeinwirkung konnte durch die Polizei ausgeschlossen werden.[36]

## Bekannte Mythen und verwandte Geschichten

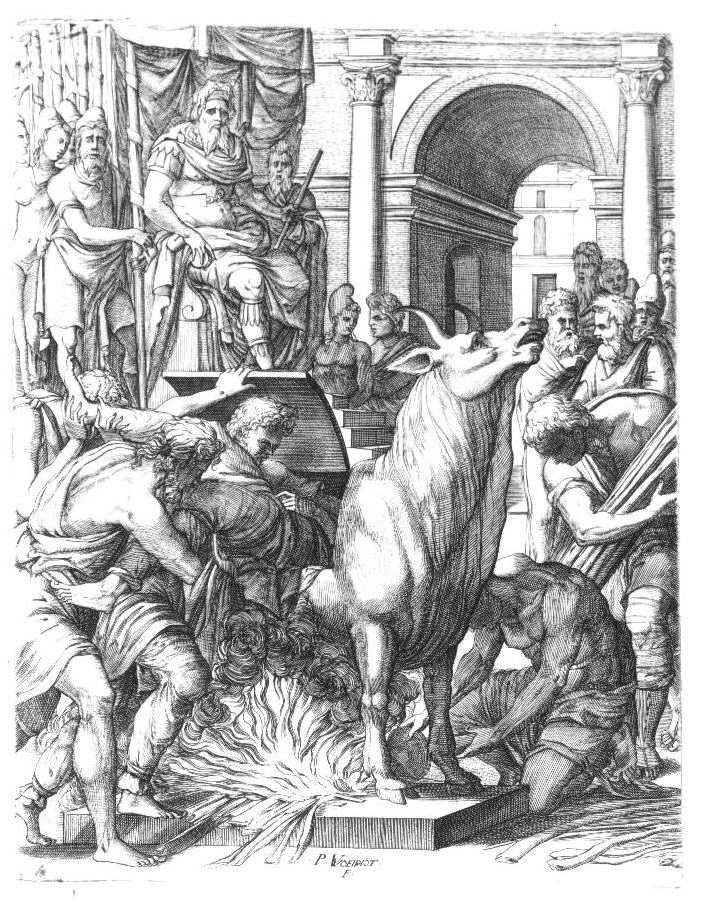
Perilaos wird in den Sizilianischen Bullen geschoben

- Perilaos war ein antiker griechischer Erzgießer aus Athen. Er lebte um die Mitte des 6. Jahrhunderts v. Chr. Bekannt wurde er durch den Bau des Sizilianischen Bullen für den sizilianischen Herrscher Phalaris von Akragas. In diesem legendären Folterwerkzeug soll Phalaris zur Probe den Schöpfer Perilaos als erstes Opfer gebraten haben.[37][38]
- Jimi Heselden übernahm 2009 das Unternehmen Segway Inc., das den Segway Personal Transporter herstellte.[39] Mit einem solchen Stehroller verunglückte er am 26. September 2010 im Alter von 62 Jahren tödlich, als er eine Klippe hinabstürzte.[40]

## Weiterführende Lektüre
- Ebenezer Cobham Brewer: Inventors Punished by their own inventions. In: Dictionary of Phrase and Fable. Bartleby, 1898, S. 657–658, abgerufen am 11. Juli 2020.